# Tesoro de los megarenses (Delfos)
El Tesoro de los megarenses fue un antiguo tesoro en Delfos en Grecia Central. Sus ruinas se encuentran en el yacimiento arqueológico de Delfos, declarado Patrimonio de la Humanidad por la Unesco.

## Historia y descripción
El edificio consta de dos partes. La fase más antigua data de finales del siglo VI o principios del V a. C.
Fue construida por los habitantes de la ciudad de Mégara. Data de finales de la época arcaica, a finales del 500 a. C. Estaba situado en el santuario de Apolo en la Vía Sagrada, al norte del Tesoro de los sifnios y al este del punto en el que el camino hace una curva para dirigirse hacia el noreste. El edificio era un pequeño templo típico de las cámaras de tesoros, con pronaos-vestíbulo y cella en estilo dórico. Se cree que el pronaos tenía dos columnas (dístilo in antis) delante. El tamaño del edificio era de unos 7 × 4,5 metros. La longitud de la cella era de unos 5 metros y la del pronaos, de unos 2 metros. La cella se abría hacia el oeste.
El edificio fue modificado o sustituido en el 400 a. C. En esta época, su fachada era de piedra caliza y contaba con 42 inscripciones, muchas de las cuales hacen referencia a los megarenses. Los cimientos del tesoro y parte del muro con las inscripciones fueron restaurados entre 1975 y 1976.
Se mantuvieron partes de los cimientos, pero en una etapa posterior, posiblemente en el siglo V o a principios del IV a. C., se erigió un segundo edificio de planta trapezoidal.